# Адальберон I (епископ Меца)
Адальберон I (Адальберо I; фр. Adalbéron I, нем. Adalbero I; ок. 910/915 — 26 апреля 962) — епископ Меца с 929 года, аббат монастыря Синт-Трёйден с 944 года; сын пфальцграфа Лотарингии Вигериха и Кунигунды.

## Биография
В 929 году Адальберон был выбран епископом Меца. Он основал в 933 году монастырь в Горзе, ставший центром монашеской реформы в Лотарингии.
В 939 году Адальберон принял участие в восстании против короля Оттона I, защищая от него Мец, однако в 940 году помирился с королём, став его верной опорой в Лотарингии.
В 947 году Адальберон участвовал в церковном соборе в Вердене, который безрезультатно пытался решить спор между двумя претендентами на архиепископство Реймсское, Артольдом и Гуго де Вермандуа.
В 950 году Адальберон способствовал заключению мира между королём Западно-Франкского королевства Людовиком IV и герцогом Франции Гуго Великим.
В 954 году восставший герцог Лотарингии Конрад Рыжий сместил Адальберона, сохранившего верность Оттону I, после чего тот был вынужден на некоторое время удалиться в монастырь в Синт-Трёйдене (на территории Льежского епископства).